# K2-138
Désignations
K2-138 aussi nommé EPIC 245950175 (ou encore EE-1 de façon officieuse), est un système planétaire de la Voie lactée. L'objet primaire de ce système est légèrement plus petit et plus froid que le Soleil. K2-138 est distant d'environ ∼ 665 a.l. (∼ 204 pc) de la Terre.
Autour de cette étoile gravitent au moins cinq planètes. Il s'agit de planètes de taille comprise entre celle de la Terre et celle de Neptune. Une 6e planète est suspectée.
L'étoile et ses planètes ont été découvertes en 2017 à l'aide du télescope Kepler (mission K2) par un groupe d'astronomes amateurs dans le cadre du projet Exoplanet Explorers développé par Ian Crossfield, astronome à l'université de Californie à Santa Cruz, et Jessie Christiansen, une astronome impliquée dans la mission Kepler. Elles ont toutes une période orbitale inférieure à 13 jours. Les températures moyennes vont de 400 à 1 000 °C environ.
Ce système est connu pour présenter une chaîne de résonances orbitales exceptionnelle, difficile à expliquer avec les théories habituelles.

## K2-138 a, l'étoile
L'étoile est légèrement plus petite et plus froide que le Soleil, de type K1V.

## Le système planétaire
Le système comporte une étoile et au moins cinq planètes. Il s'agit de planètes de taille comprise entre celle de la Terre et celle de Neptune. Une 6e planète est suspectée.
Ces planètes sont très proches de leur étoile, autour de laquelle elles orbitent à de faibles distances. Ces orbites sont en résonance les unes avec les autres. La chaîne de résonance est exceptionnelle. 
Elles ont toutes une période orbitale inférieure à 13 jours. Les températures moyennes vont de 400 à 1 000 °C environ.
La planète K2-138 b est potentiellement rocheuse alors que les planètes c, d, e et f contiennent probablement de grandes quantités de glace et de gaz. 

### K2-138 b, la première planète
K2-138 b est probablement une planète rocheuse de type super-terre. C'est la dernière planète découverte dans ce système: le 8 janvier 2018
K2-138 b est la plus petite planète de K2-138 avec un rayon d'environ 1,57 R⊕, ce qui signifie qu'elle pourrait être rocheuse. Elle tourne autour de son étoile en 2,35 jours à une distance de 0,0338 unités astronomiques. Compte tenu de cette proximité, la planète est très chaude et reçoit 486 fois le flux stellaire terrestre.
| Période orbitale | 2,35 ± ? jours |
| Demi-grand axe   | 0,033 8 ± ? UA |
| Rayon            | 1,57 ± ? R⊕    |
| Irradiation      | 486 ± ? S☉     |

### K2-138 c, la deuxième planète
K2-138c est la seconde planète du système (planète confirmée en 2018) découvertes par la méthode du transit en 2017. Elle aurait un rayon de 14 338 km 2,25 R⊕, se classant ainsi soit comme une super-Terre ou une mini-Neptune. 
Elle orbite autour de l'étoile K2-138 en 3,56 jours à une distance de 0,04461 UA.
Son inclinaison est de 88,1° et son excentricité de 0,045.
Sa température de surface serait de 1140 K (soit 867 °C)
| Période orbitale | 3,56 ± ? jours |
| Demi-grand axe   | 0,446 1 ± ? UA |
| Rayon            | 2,25 ± ? R⊕    |

### K2-138 d, la troisième planète
La troisième planète de ce système fut confirmée en 2018, découverte par la méthode du transit en 2017. Son rayon est de 14 905 km 2,34 R⊕.
Sa période orbitale est de 5,404 79 jours à la distance de 8 815 802 km de l'étoile K2-138 (soit 0,058 093 UA), avec une excentricité de 0,043 et une inclinaison de 89°.
Sa température de surface serait de 992 K (soit 719 °C)
| Période orbitale | 5,40 ± ? jours   |
| Demi-grand axe   | 0,058 093 ± ? UA |
| Rayon            | 2,34 ± ? R⊕      |

### K2-138 e, la quatrième planète
K2-138 e est la quatrième planète du Système confirmée également en 2018, découverte en 2017 par la méthode du transit.
Elle a un rayon de 3,318 R⊕.
(21 141 km)
K2-138 e orbite à une distance de 11 698 553 km (0,0782 UA) de l'étoile K2-138, en 8,26 jours, avec une excentricité de 0,077 et une inclinaison de 88,6°.
Sa température de surface calculée serait de 861 K (588 °C).
| Période orbitale | 8,26 ± 0,000 22 jours |
| Demi-grand axe   | 0,078 2 ± 0,000 6 UA  |
| Rayon            | 3,318 ± ? R⊕          |

### K2-138 f, la cinquième planète
K2-138 f est la cinquième planète du Système K2-138.
Découverte par la méthode du transit en 2017 et confirmée en 2018
Elle orbite en 12,757 jours autour de son étoile à la distance de 0,10447 UA (15 628 489 km).
Son rayon serait de 2,84 R⊕ (18 112 km).
Son excentricité est de 0,062 et son inclinaison de 88,8°.
La température de surface de K2-138 f est de 745 K (472 °C).
| Période orbitale | 12,757 ± ? jours |
| Demi-grand axe   | 0,104 47 ± ? UA  |
| Rayon            | 2,84 ± ? R⊕      |

### K2-138 g, la sixième planète
L’existence de cette planète n'est pas confirmée.